# Trịnh – Nguyễn phân tranh
Trịnh – Nguyễn phân tranh (chữ Hán: 鄭阮紛爭) là thời kỳ phân chia lãnh thổ giữa chế độ "vua Lê chúa Trịnh" ở phía Bắc sông Gianh (Đàng Ngoài) và chúa Nguyễn cai trị ở miền Nam (Đàng Trong), mở đầu khi Trịnh Tráng đem quân đánh Nguyễn Phúc Nguyên năm 1627 và kết thúc vào năm 1777 khi chúa Nguyễn sụp đổ.
Ban đầu, cả thế lực họ Trịnh và họ Nguyễn đều mang khẩu hiệu "phù Lê diệt Mạc" để lấy lòng thiên hạ và thề trung thành với triều Hậu Lê. Sau khi nhà Mạc đã bị đánh đổ, trên danh nghĩa, cả Chúa Trịnh và Chúa Nguyễn đều là 2 vị bề tôi của nhà Hậu Lê, cả Đàng Trong lẫn Đàng Ngoài đều là lãnh thổ của nhà Lê. Nhưng trên thực tế thì cả hai tập đoàn phong kiến này đều tạo thế lực cát cứ cho riêng mình như 2 nước riêng biệt, vua nhà Hậu Lê đã không còn thực quyền nên không ngăn chặn được sự phân tranh giữa hai họ Trịnh – Nguyễn. Nước Đại Việt trong giai đoạn này bị chia cắt khoảng 150 năm.

## Bối cảnh
Năm 1527, Mạc Đăng Dung cướp ngôi nhà Hậu Lê lập ra nhà Mạc. Năm 1533, tướng cũ của nhà Lê là Nguyễn Kim lập con vua Lê Chiêu Tông lên ngôi, tức là Lê Trang Tông. Năm 1545, Nguyễn Kim bị sát hại, con rể là Trịnh Kiểm lên thay. Để nắm trọn binh quyền, Trịnh Kiểm đầu độc giết con cả của Nguyễn Kim là Nguyễn Uông. Em của ông là Nguyễn Hoàng lo sợ bị anh rể hại, nên nghe theo lời khuyên của Nguyễn Bỉnh Khiêm, xin vào trấn thủ Thuận Hóa. Trịnh Kiểm cho rằng đất ấy là nơi xa xôi, hoang vu nên đồng ý cho đi, với hy vọng rằng khi đụng độ với quân nhà Mạc, Nguyễn Hoàng sẽ bị giết chết dưới tay chúng. Tuy nhiên, ngạc nhiên thay, Nguyễn Hoàng không những đánh bại được quân nhà Mạc, mà lại còn lấy được lòng dân Thuận Hóa nữa.
Mải đối phó với nhà Mạc ở phương bắc, Trịnh Kiểm cho Nguyễn Hoàng kiêm trấn thủ luôn Quảng Nam. Năm 1570, Trịnh Kiểm chết, con cả là Trịnh Cối lên thay. Cối không màng chính sự, bị em là Trịnh Tùng đoạt quyền. Cối cùng đường đầu hàng nhà Mạc và chết già ở đất Bắc.
Trịnh Tùng nắm đại quyền, thao túng triều đình, cho người ám sát vua Lê Anh Tông lập vua nhỏ là Thế Tông. Năm 1592, Trịnh Tùng đánh chiếm được Thăng Long, đuổi họ Mạc chạy lên Cao Bằng. Khi rước được vua Lê về kinh thành, Trịnh Tùng bắt đầu tính tới người cậu Nguyễn Hoàng ở phương nam.

## Chiến tranh ngầm
Cuộc chiến Trịnh–Nguyễn thực sự diễn ra từ năm 1627 nhưng đó là chỉ tính về mặt quân sự. Nếu tính cả trên mặt trận ngoại giao, xung đột giữa hai bên đã nổ ra từ nhiều năm trước.

### Nguyễn Hoàng trốn về Nam
Năm 1593, Trịnh Tùng triệu Nguyễn Hoàng ra Bắc với lý do để cùng đánh tàn dư họ Mạc còn tản mát ở Bắc bộ. Hoàng vâng lệnh mang quân ra bắc, phá tan quân Mạc ở Hà Trung và Sơn Nam, sau đó được Tùng giao trách nhiệm trấn giữ Sơn Nam.
Nguyễn Hoàng đóng quân ở Sơn Nam được 8 năm cố tìm cách thoát về nam. Năm 1600, nhân họ Mạc nổi dậy, Hoàng ngầm xúi giục các hàng tướng Mạc cũ là Phan Ngạn, Bùi Văn Khuê, Ngô Đình Nga nổi loạn để lấy cớ đi dẹp. Trịnh Tùng mải đối phó họ Mạc ở Cao Bằng, họ Vũ ở Tuyên Quang (tức Chúa Bầu) nên đồng ý cho Nguyễn Hoàng đi dẹp. Hoàng nhân cơ hội đó chạy thẳng ra biển đi thoát về nam.
Thấy Nguyễn Hoàng trốn thoát, Trịnh Tùng sai người cầm thư vào nam dụ ra lần nữa nhưng Hoàng không ra, sau đó lại bỏ không nộp thuế đều đặn cho triều đình. Để xoa dịu tình hình, Hoàng gả con gái là Ngọc Tú cho con Tùng là Tráng (tức là cháu lấy cô).

### "Ta không nhận sắc"
Năm 1613, Nguyễn Hoàng qua đời, người con trai thứ 6 là Nguyễn Phúc Nguyên lên thay, tức là Sãi vương (hay chúa Sãi). Năm 1623, Bình An Vương Trịnh Tùng qua đời, con là Trịnh Tráng lên thay, tức là Thanh Đô Vương.
Sử sách nhà Nguyễn chép rằng, năm 1627, lấy cớ Nguyễn Phúc Nguyên bỏ không nộp thuế cho vua Lê, Trịnh Tráng làm sắc đứng tên vua Lê gửi trách Nguyễn, đòi đích thân hoặc sai con tải thuế ra bắc. Theo kế của mưu sĩ Đào Duy Từ, Phúc Nguyên một mặt lo tăng cường phòng thủ, một mặt tìm cách trả lại sắc thư.
Theo giai thoại, vì lực lượng yếu không thể ra mặt trả sắc thư cho chúa Trịnh, chúa Nguyễn sai đúc mâm hai đáy, để sắc thư kèm theo một bài thơ do Đào Duy Từ viết, cho vào đáy dưới, bên trên để vàng bạc, rồi sai Văn Khuông mang ra bắc tạ với chúa Trịnh. Khuông dâng mâm lên chúa Trịnh rồi giả cách về công quán nghỉ, trốn luôn về nam. Phía Trịnh phát giác mâm hai đáy bèn mở ra, bên trong có tờ sắc thư và một bài thơ chữ Hán như sau:
矛而無腋
覔非見跡
愛落心腸
力來相敵

Âm Hán-Việt:
Mâu nhi vô dịch
Mịch phi kiến tích
Ái lạc tâm trường
Lực lai tương địch

Các bầy tôi dưới quyền chúa Trịnh không giải được nghĩa bài thơ. Mãi sau Trạng Bùng Phùng Khắc Khoan mới giải được nghĩa rằng:
- Câu đầu ý là chữ "mâu" (矛) bỏ nét phẩy. Chữ "mâu" không có nét phẩy thì thành ra chữ "dư" (予), nghĩa là "ta", "tôi".
- Câu thứ hai ý là chữ "mịch" (覔) bỏ chữ "kiến" (見). Chữ "mịch" sau khi bỏ chữ "kiến" thì còn lại chữ "bất" (不), nghĩa là "không".
- Câu thứ ba ý là chữ "ái" (愛) bỏ chữ "tâm" 心. Chữ "ái" không có chữ "tâm" thì thành ra chữ "thụ" (受), nghĩa là "nhận".
- Câu cuối ý là chữ "lai"(來) ghép với chữ "lực" (力). Chữ "lai" đem ghép với chữ "lực" thì thành chữ "sắc" (勑).

Ẩn ý của bài thơ này là "dư bất thụ sắc" (予不受勑), nghĩa là "Ta không nhận sắc".
Theo sử sách nhà Nguyễn, sau khi hiểu được nghĩa bài thơ, nhận ra câu trả lời ngang ngạnh của Nguyễn Phúc Nguyên, Trịnh Tráng tức giận quyết định khởi đại binh vào nam. Tuy nhiên, các nhà nghiên cứu đều cho rằng điều này không phải là sự thật. Trên thực tế, người giải được bài thơ của Đào Duy Từ là Phùng Khắc Khoan đã mất từ năm 1613, trước đó 14 năm rồi. Không những thế, trong chính cuốn sử biên niên Đại Nam thực lục của nhà Nguyễn cũng chép rằng, sau khi Văn Khuông dâng mâm xong trốn về, tướng Nguyễn đóng ở biên giới đã chủ động đánh lấn sang đất Trịnh gây hấn trước, do đó Trịnh Tráng mới động binh vào nam, dẫn tới cuộc đại chiến đầu tiên giữa Trịnh và Nguyễn.
Sau này, các sử gia hiện đại tìm ra rằng chân tướng của sự việc này không giống những gì sử nhà Nguyễn chép. Chiếc mâm đồng hai đáy và bài thơ mà Đào Duy Từ dụng tâm khổ trí làm ra thì có thể có, nhưng thực ra phía Trịnh đã không phát giác ra cái mâm có hai đáy và do đó chúa Trịnh không phải tức giận về bài thơ này. Nhà Nguyễn muốn cha ông mình – chúa Sãi – đấm được họ Trịnh một cú đòn ngoại giao ngoạn mục, nhưng trên thực tế quả đấm đó "chỉ trúng vào không khí". Các sử gia nhà Nguyễn đã sơ hở khi ghi rằng Trạng Bùng làm người giải bài thơ của mưu sĩ họ Đào, nhưng lại quên rằng lúc đó Trạng Bùng đã qua đời từ lâu (ông qua đời năm 1613). Theo các nhà nghiên cứu, việc chúa Nguyễn tiếp tục không nộp thuế, cũng không ra nộp mình và cũng không sai con ra nhận sắc lệnh của vua Lê (chúa Trịnh nhân danh), rồi họ Nguyễn chủ động gây hấn mới là lý do để Trịnh Tráng khởi binh.

## Chiến tranh 1627-1672

### Cuộc chiến đầu tiên 1627

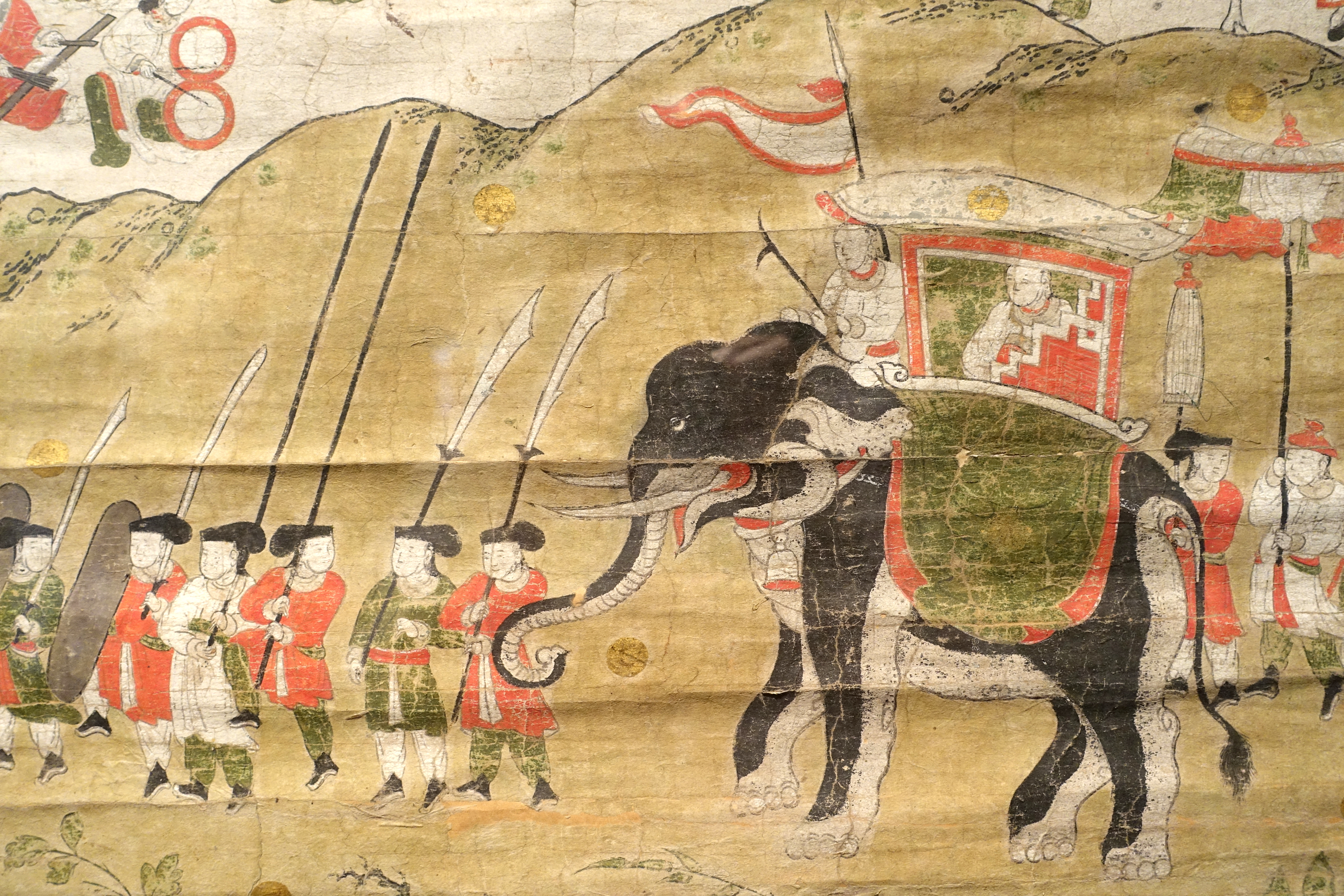
Quân đội Đàng Ngoài, tranh Võ quan vinh quy đồ Thế kỷ 17.

Tháng 3 năm 1627, Trịnh Tráng khởi 20 vạn đại quân thủy bộ vào nam, cùng các tướng Nguyễn Khải, Lê Khuê chia làm hai đạo tiến vào, hội binh ở cửa Nhật Lệ. Phía Nguyễn cử các tướng Nguyễn Hữu Dật, Nguyễn Vệ, Nguyễn Phúc Trung đón đánh.
Quân Trịnh chủ động tấn công nhưng không chọc thủng được tuyến phòng thủ của quân Nguyễn. Phía Nguyễn có lợi thế là đại bác kiểu Bồ Đào Nha nên làm quân Trịnh sợ chạy dạt. Hai tướng Trịnh là Nguyễn Khải và Lê Khuê đều thua chạy.
Trong lúc hai bên tiếp tục giằng co thì Nguyễn Hữu Dật phao tin ở miền bắc, Trịnh Gia và Trịnh Nhạc âm mưu làm phản. Trịnh Tráng nghi ngờ vội thu quân về bắc.
Quân Trịnh rút về, Nguyễn Phúc Nguyên theo kế của Đào Duy Từ gấp rút xây lũy Trường Dục (Lũy Thầy) để phòng thủ.
Năm 1631, con trưởng chúa Nguyên là thế tử Kỳ chết, con thứ hai là Lan được lập làm thế tử, con thứ tư là Anh ra thay Kỳ trấn giữ Quảng Nam. Anh bất mãn không được làm thế tử, mưu thông đồng với chúa Trịnh, bèn viết thư hẹn làm nội ứng cho Trịnh Tráng.

### Quân Trịnh Nam tiến lần thứ hai 1633
Năm 1633, Trịnh Tráng khởi binh nam tiến lần thứ hai, đóng ở cửa Nhật Lệ. Chúa Nguyễn cử Nguyễn Hữu Dật, Nguyễn Hữu Tiến làm tướng ra đánh. Trịnh Tráng đang đợi suốt hơn 10 hôm không thấy hiệu làm nội ứng của Anh thì bị quân Nguyễn đánh úp, quân Trịnh hoảng loạn tan vỡ bỏ chạy. Trịnh Tráng rút về bắc, để lại con rể là Nguyễn Khắc Liệt trấn thủ châu Bắc Bố Chính.

### Chiến sự 1634-1642
Năm 1634, Đào Duy Từ chết, năm sau Nguyễn Phúc Nguyên chết, thế tử Lan lên thay, tức là Thượng vương.
Năm 1635, Tôn Thất Anh là em của Nguyễn Phúc Lan đang là Trấn thủ Quảng Nam, nghe tin anh lên ngôi liền bí mật đầu hàng chúa Trịnh, cho đắp lũy Cu Đê để cố thủ, bày thủy quân ở Đà Nẵng chống lại chúa. Chúa cho mời chú của mình là Tường Quận công Nguyễn Phúc Khê vào bàn. Ông Khê cứng rắn, quyết đánh không nhân nhượng, xin ông đặt phép nước lên tình nhà rồi cùng Nguyễn Phúc Yên kéo quân vào đánh, bắt được Anh rồi đem giết đi.
Năm 1637, Thượng vương Lan sai Nguyễn Đình Hùng mang quân đánh úp chiếm Nam Bố Chính, giết tướng trấn thủ là Nguyễn Tịch.

#### Quân Nguyễn đánh ra Bố Chính
Năm 1640, tướng Trịnh là Nguyễn Khắc Liệt mang quân đánh phá Nam Bố Chính rồi rút về. Chúa Nguyễn theo kế phản gián của Nguyễn Hữu Dật, viết thư cho Trịnh Tráng nói Liệt mưu thông đồng với chúa Nguyễn nên mặt ngoài gây chiến mà bên trong muốn hàng. Mặt khác, Nguyễn Phúc Lan thúc quân đánh Khắc Liệt. Khắc Liệt thua chạy, viết thư cầu cứu. Trịnh Tráng tin lời gièm của bên Nguyễn nên khi Liệt xin viện binh, Tráng điều Trịnh Kiều mang quân vào cứu, thực ra là để thay Liệt.
Kiều theo lệnh đến nơi nhưng không cứu Liệt mà chặn đường bắt Liệt mang về nộp chúa Trịnh, do đó quân Nguyễn nhân thời cơ đánh chiếm luôn Bắc Bố Chính vào tháng 6 năm 1640. Nguyễn Khắc Liệt bị Trịnh Tráng xử tử.

### Quân Trịnh Nam tiến lần ba 1643
Tháng 2 năm 1643, Trịnh Tráng điều quân vào nam đánh Nam Bố Chính. Chúa Trịnh cử hai con là Tạc và Lệ đi tiên phong, cùng các tướng Phạm Công Trứ, Nguyễn Danh Thọ, Nguyễn Quang Minh.
Quân Trịnh ồ ạt tiến công giết chết tướng Nguyễn là Bùi Công Thắng, chiếm lại Bắc Bố Chính, tiến lên đóng ở cửa Nhật Lệ. Sau khi hai con ra quân được một tháng, chúa Trịnh rước vua Lê Thần Tông cùng đi nam chinh. Tháng 4, chúa Trịnh sai Trịnh Đào đánh lũy Trung Hòa. Quân Nguyễn phòng thủ vững chắc, Trịnh Đào không hạ được lũy.  Hai bên đối trận chưa phân thắng bại, gặp lúc mùa hè, khí hậu oi bức, quân Trịnh bị bệnh nhiều nên Trịnh Tráng đành ra lệnh lui quân.

#### Thủy chiến cảng Eo
Tháng 6 năm 1643, theo đề nghị của chúa Trịnh, ba tàu chiến Hà Lan (trước gọi là Hòa Lan) là Wojdenes (De Wijdeness), Waterhond và Vos tiến vào cửa Thuận An đánh chúa Nguyễn. Thế tử Nguyễn Phúc Tần chưa được lệnh của cha vẫn mang quân ra nghênh chiến, làm một tàu của Hà Lan bị va phải đá ngầm rồi chìm, chiếc chỉ huy bị quân Nguyễn vây chặt nên thuyền trưởng phải tự đốt tàu, chiếc còn lại chạy thoát được.

### Nam tiến lần thứ tư 1648
Tháng 2 âm lịch năm 1648, Trịnh Tráng sai Lê Văn Hiểu khởi binh nam tiến lần thứ tư, dẫn bộ binh đánh Nam Bố Chính, còn thủy quân đánh cửa Nhật Lệ. Cha con Trương Phúc Phấn cố thủ ở lũy Trường Dục, quân Trịnh đánh không hạ được.
Thế tử Tần mang quân cứu viện ra Quảng Bình, chia quân thủy phục ở sông Cẩm La, sai Nguyễn Hữu Tiến mang quân đánh úp quân Trịnh lúc nửa đêm. Quân Trịnh thua lớn, bị thủy quân Nguyễn chặn đánh chạy đến tận sông Gianh.
Tháng 3 năm 1648, quân Nguyễn định vượt sông Gianh đánh ra Bắc Bố Chính thì nghe tin chúa Nguyễn ngã bệnh chết trên thuyền trên đường về Thuận Hóa nên phải lui binh. Con chúa Lan là Nguyễn Phúc Tần lên thay, tức là Hiền vương.
Trịnh Tráng lui binh, sai Lê Văn Hiểu giữ Hà Trung, Lê Hữu Đức đóng ở Hoành Sơn, Phạm Tất Toàn giữ Bắc Bố Chính.

### Đại chiến 1655 – 1660: Giằng co ở Nghệ An
Cuộc chiến lần thứ năm là cuộc chiến dài nhất, lớn nhất trong cuộc xung đột Trịnh - Nguyễn và là lần duy nhất quân Nguyễn chủ động đánh ra bắc.

#### Quân nam chiếm 7 huyện Nghệ An
Tháng 4 năm 1655, chúa Nguyễn sai Nguyễn Hữu Tiến, Nguyễn Hữu Dật mang quân vượt sông Gianh đánh Bắc Bố Chính. Tướng Trịnh là Phạm Tất Toàn đầu hàng. Tiến và Dật thừa thắng tiến lên đánh Hoành Sơn, Lê Hữu Đức thua chạy. Tiến và Dật đánh luôn Hà Trung, Lê Văn Hiểu thua chạy nốt, cùng Đức lui về giữ An Trường (Nghệ An).
Trịnh Tráng thấy các tướng thua luôn, sai Trịnh Thượng làm thống lĩnh mang quân vào nam, triệu các tướng cũ về. Lê Văn Hiểu bị thương, nửa đường chết, còn Đức bị giáng chức.
Trịnh Thượng lãnh binh, tiến quân bộ vào huyện Kỳ Hoa, chia quân thủy tiến đến cửa Kỳ La. Hữu Tiến rút về nam sông Gianh. Trịnh Thượng thấy địch vô cớ rút, biết có mưu nhử nên không đuổi, đóng lại Lạc Xuyên, chia quân ra giữ Hà Trung. Hữu Tiến, Hữu Dật thấy địch không đuổi, liền chia quân thủy bộ đánh ra. Quân Trịnh hai cánh đều thua, quân thủy bỏ Kỳ La về Châu Nhai, quân bộ bỏ Lạc Xuyên về giữ An Trường. Thế là 7 huyện Nghệ An ở phía nam sông Lam là Kỳ Hoa, Thạch Hà, Thiên Lộc, Nghi Xuân, La Sơn, Hương Sơn, Thanh Chương về tay chúa Nguyễn.

#### Trịnh Toàn cầm quân
Trịnh Tráng giáng chức Thượng rồi cử con là Trịnh Tạc vào làm Thống lĩnh. Hữu Tiến thấy viện binh Trịnh bèn lui về giữ Hà Trung. Gặp lúc họ Mạc phía bắc quấy rối, Trịnh Tạc phải rút về bắc, để Đào Quang Nhiêu ở lại đóng ở An Trường, Vũ Văn Thiêm lãnh thủy quân đóng ở Khu Độc; Thân Văn Quang và Mẫn Văn Liên đóng ở Tiếp Vũ.
Năm 1656, Hữu Tiến đánh Tiếp Vũ, Quang và Liên bỏ chạy. Hữu Dật phá tan thủy quân của Văn Thiêm, Thiêm cũng chạy. Quân Nguyễn hợp lại đụng Đào Quang Nhiêu, Nhiêu bại trận chạy về giữ An Trường.
Trịnh Tráng bèn cử con út là Trịnh Toàn vào cứu viện. Toàn đốc quân tiến đến Thạch Hà, sai Nhiêu và Dương Hồ tiến lên đóng ở Đại Nại và Hương Bộc, Văn Thiêm tiến lên cửa Châu Nhai (cửa khẩu sông Lam). Hữu Dật sai Nguyễn Cửu Kiều một lần nữa đánh tan Văn Thiêm, Thiêm lại bỏ chạy. Dật sang bờ sông Lam hợp binh với Kiều kéo đến Đại Nại. Quân bộ của Hữu Tiến đánh Nhiêu ở Hương Bộc, Trịnh Toàn mang quân đến cứu, đánh bại quân Nguyễn. Sau đó Toàn lại sang đánh quân Nguyễn ở Đại Nại, giết chết Cửu Kiều, quân Nguyễn thua to, chạy về Hà Trung. Toàn và Nhiêu cùng đuổi đến Tam Lộng lại bị Tiến và Dật đánh bại, phải rút về An Trường.
Sách Việt Nam sử lược mô tả trận này hai bên có thắng có thua, sách Đại Việt Sử ký Toàn thư của Lê - Trịnh mô tả trận này quân Trịnh thắng lớn, ngược lại sách Đại Nam thực lục tiền biên của nhà Nguyễn soạn sau này lại mô tả trận này quân Nguyễn thắng. Các nhà nghiên cứu thống nhất với Việt Nam sử lược rằng hai bên có thắng có thua: sau trận thắng đầu quân Trịnh bị thua, nếu không đang đà thắng lợi phải tiến lên chứ không thể lui về giữ An Trường.
Trịnh Tráng bệnh nặng, thế tử Trịnh Tạc cầm quyền điều hành. Thấy Trịnh Toàn rất có uy tín với quân sĩ, Trịnh Tạc lo lắng. Tạc sai con là Căn mang quân vào Nghệ An, tiếng là tăng viện nhưng để kìm chế Trịnh Toàn. Tháng 4 năm 1657, Trịnh Tráng chết, Tây Định vương Trịnh Tạc lên thay. Biết anh em chúa Trịnh bất hòa, chúa Nguyễn sai người đến dụ nhưng Toàn cự tuyệt. Chúa Trịnh cử Trịnh Căn thay Toàn làm Thống lĩnh, triệu Toàn về kinh. Thủ hạ của Toàn một số người sang với Trịnh Căn, một số hàng Nguyễn. Toàn về kinh, chúa Trịnh lấy cớ trách Toàn không chịu tang cha rồi giam vào ngục và giết đi.

#### Trịnh Căn lãnh binh
Tháng 6 năm 1657, Trịnh Căn chia quân sai Hoàng Thể Giao, Lê Thì Hiến và Trịnh Thế Công vượt sông Lam đánh tướng Nguyễn là Tống Hữu Đại ở huyện Thanh Chương. Do có người tiết lộ, Hữu Tiến biết trước phòng bị nên quân Trịnh bị thua rút về bờ bắc sông Lam.
Hai bên tạm hưu chiến cầm cự ở sông Lam, chỉ giao tranh những trận nhỏ. Tháng 6 năm 1658, tù trưởng Lang Công Chấn ở Quỳnh Lưu theo Nguyễn, mang quân đánh Trịnh, bị quân Trịnh đánh bại bắt được giải về Thăng Long. Tháng 7, quân Nguyễn vượt sông Lam thắng được Nguyễn Hữu Tá ở huyện Hưng Nguyên nhưng bị Lê Thì Hiến đánh bại phải rút về. Tháng 12, quân Trịnh đánh huyện Hương Sơn, thắng quân Nguyễn. Tháng 8 năm 1660, quân Trịnh lại đánh Nghi Xuân bị bại trận.

#### Chiến tranh hậu phương
Trong khi ngoài mặt trận diễn ra các trận đánh lẻ tẻ thì phía trong mỗi bên đều lo củng cố hậu phương. Hữu Dật nhân lúc ngưng chiến tung gián điệp ra bắc dụ Phạm Hữu Lễ trấn thủ Sơn Tây, Văn Dũ trấn thủ Hải Dương làm phản Trịnh, lại hẹn họ Vũ ở Tuyên Quang và họ Mạc ở Cao Bằng cùng nổi dậy. Tuy nhiên do lực lượng các cánh này đều yếu, nhất là hai cánh Vũ, Mạc đều có ý đồ riêng. Tất cả có ý chờ quân Nguyễn vượt sông Lam, bắc tiến thật gấp mới ra mặt. Trong khi đó, quân Nguyễn cũng không hùng hậu, đi đánh xa lâu ngày đã mệt, cũng có ý chờ miền bắc có biến mới dám đánh lớn. Hai bên dùng dằng chờ nhau. Chúa Trịnh biết Hữu Lễ thông đồng với Nguyễn bèn dụ và giết chết. Ngoài biên cương, Trịnh Căn cũng cầm quân rất nghiêm, xử tử tướng Hoàng Nghĩa Chấn vì đố kỵ không tiếp ứng cho Đào Quang Nhiêu, sau đó lại giết Nguyễn Đức Dương vì bán trộm lương cho quân Nguyễn. Bên kia, Hữu Dật cũng giết hàng tướng Phạm Tất Toàn vì có ý về bắc.
Các tướng Nguyễn nảy sinh mâu thuẫn. Hữu Tiến và thuộc tướng ghét Hữu Dật vì Dật được chúa Nguyễn tin yêu hơn. Trịnh Căn nhân đó sai người mang vàng đến dụ nhưng Dật không nghe, báo hết cho chúa Nguyễn biết.

#### Trịnh Căn thu hồi đất cũ
Tháng 9 năm 1660, Trịnh Căn chia quân, sai Hoàng Nghĩa Giao và Lê Thì Hiến đang đêm vượt sông Lam đánh Lận Sơn. Cánh quân của Giao đến Lận Sơn bị Nguyễn Hữu Dật vây ngặt, mấy thuộc tướng tử trận. Trịnh Căn thấy vậy mang quân bộ đến cứu Giao, lại điều quân thủy tiến lên áp sát quân Nguyễn mà bắn, đánh tan Dật, Dật thua chạy về Khu Độc. Cánh quân của Thì Hiến và Mẫn Văn Liên đụng độ Nguyễn Hữu Tiến ở Tả Ao, tuy Liên bị tử trận nhưng quân Trịnh phá được lũy, đánh bại được Hữu Tiến. Tiến phải rút về Nghi Xuân.
Nguyễn Phúc Tần mang quân tiếp ứng, đóng ở Quảng Bình. Hữu Dật muốn khoe công với chúa bèn lẻn về ra mắt Tần, thuật chuyện các chiến công vừa lập ngoài mặt trận. Tần ban cho Dật thanh bảo kiếm và sai quay lại đánh tiếp. Tiến nghe tin đó càng ghét Dật. Nhân lúc quân mới hàng ở Nghệ An bỏ trốn nhiều, tướng sĩ Nguyễn đều ngã lòng, Tiến bàn rút lui, chỉ có Dật không nghe.
Chúa Trịnh tăng viện cho Trịnh Căn. Tháng 11 năm 1660, biết bên Nguyễn các tướng bất hòa, quân lại bỏ trốn, Trịnh Căn sai Lê Thì Hiến và Lê Sĩ Triệt đánh huyện Nghi Xuân, Hoàng Nghĩa Giao và Nguyễn Năng Thiệu đánh huyện Thiên Lộc, phá tan quân Nguyễn. Quân Trịnh lấy lại 7 huyện ở Nghệ An mất từ năm 1655.
Hữu Tiến thua trận buộc phải rút quân, nhưng vì ghét Dật nên giả cách hạ lệnh đánh An Trường và bí mật rút về Nam Bố Chính mà không báo cho Dật biết. Quân Trịnh đang đà thắng, sang sông đánh Khu Độc. Dật biết tin Tiến rút rồi, bèn làm nghi binh khiến quân Trịnh không dám đuổi gắt. Về đến Hoành Sơn, Dật gặp Tiến, vừa lúc Trịnh Căn thúc quân đuổi tới, hai bên giao tranh ác liệt và cùng thiệt hại lớn.
Hai bên bèn hưu chiến, Trịnh Căn lui về giữ Kỳ Hoa, Hữu Tiến giữ Nhật Lệ, Hữu Dật giữ Đông Cao. Trịnh Căn sai Đào Quang Nhiêu trấn thủ Nghệ An kiêm Bắc Bố Chính, còn mình rút về bắc.

### Cuộc chiến thứ sáu 1661–1662
Sau 1 năm nghỉ binh, nhân vừa thắng quân Nguyễn, tháng 10 năm 1661, Trịnh Tạc mang vua Lê Thần Tông cử đại binh vào nam, cử Trịnh Căn làm thống lĩnh cùng các tướng Hoàng Thể Giao, Đào Quang Nhiêu, Lê Thì Hiến vượt sông Gianh.
Nguyễn Hữu Dật trấn thủ Nam Bố Chính chia quân đắp lũy thế thủ, quân Trịnh đánh mấy tháng không hạ được. Tháng 3 năm 1662, quân viễn chinh mệt mỏi, lương hết, chúa Trịnh bèn rút quân về bắc. Hữu Dật đuổi theo đến sông Gianh rồi rút về.

### Cuộc chiến thứ bảy 1672
Vua Lê Thần Tông rồi Lê Huyền Tông qua đời, Lê Gia Tông lên ngôi. Sau khi dứt được họ Mạc ở Cao Bằng (1667), năm 1672, chúa Trịnh lại cử binh nam tiến, sai Trịnh Căn lĩnh thủy binh, Lê Thì Hiến lĩnh bộ binh.
Bên Nguyễn năm 1666, Nguyễn Hữu Tiến chết. Chúa Nguyễn cử em là Hiệp làm chủ tướng cùng Hữu Dật và Nguyễn Mỹ Đức ra chống cự, tự chúa Nguyễn ra tiếp ứng. Quân Trịnh hăng hái đánh lũy Trấn Ninh mấy lần suýt hạ được nhưng Hữu Dật cố sức chống đỡ. Quân Trịnh đánh mãi không thắng phải rút về Bắc Bố Chính, Trịnh Căn lại bị ốm nên Trịnh Tạc rút đại quân về kinh, cử Lê Thì Hiến, Lê Sĩ Triệt ở lại trấn thủ.

## Chia đôi đất nước
Trước sau trong 46 năm ròng rã, hai bên Trịnh–Nguyễn đánh nhau lớn 7 lần và một số lần đánh nhau quy mô nhỏ hơn. Chiến trường chủ yếu ở hai bờ sông Gianh, vùng Nghệ An, Hà Tĩnh và Quảng Bình ngày nay.
Hai bên đều có lợi thế và nhược điểm nên không thể tiêu diệt được nhau, tuy cùng mang khẩu hiệu "Phù Lê". Sau nhiều năm giao chiến, cả hai bên đều kiệt quệ về sức người sức của nên phải chấp nhận đình chiến, chia cắt lâu dài. Sông Gianh, sử sách hay gọi là Linh Giang, trở thành ranh giới chia nước Đại Việt thành Đàng Trong và Đàng Ngoài.
Họ Trịnh không thể tiến vào chiếm Thuận Hóa nên tập trung diệt tàn dư nhà Mạc ở Cao Bằng (1677), dứt họ Vũ ở Tuyên Quang (1699), củng cố địa bàn Bắc Bộ. Họ Nguyễn không thể ra Thăng Long nên dồn sức diệt Chiêm Thành, lấn sang Chân Lạp để mở mang bờ cõi vốn nhỏ hẹp về phía nam. Hai bên đều có những chúa cai trị giỏi nên ổn định được lãnh thổ suốt hơn 100 năm.

## Cuộc chiến cuối cùng 1774-1775

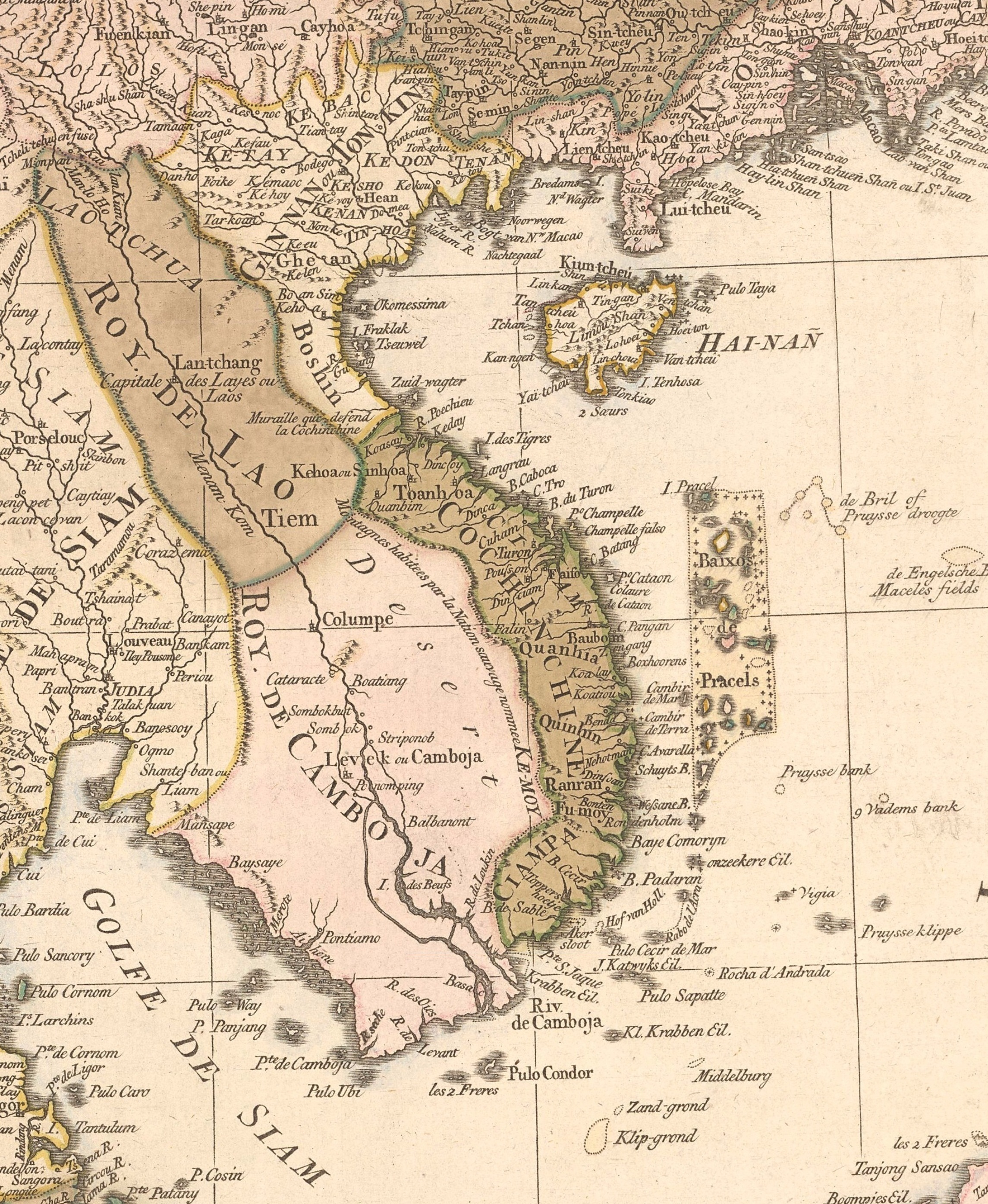
Bản đồ Việt Nam khoảng năm 1760, do công ty Cóvens e Mortier, Amsterdam vẽ.

### Quân Trịnh lại nam tiến
100 năm sau khi đình chiến, có một biến cố lớn ở Đàng Trong làm xáo trộn cả Nam Hà lẫn Bắc Hà. Ba anh em Tây Sơn nổi dậy khởi nghĩa nhân lúc chính quyền họ Nguyễn lục đục rơi vào tay quyền thần Trương Phúc Loan. Khi thủ lĩnh Tây Sơn là Nguyễn Nhạc làm chủ được Nam Trung Bộ thì họ Trịnh nhận thấy thời cơ tiêu diệt họ Nguyễn đã đến.
Đầu tiên dùng danh nghĩa đánh Tây Sơn giúp Chúa Nguyễn, tháng 9 âm lịch năm 1774, chúa Tĩnh Đô vương Trịnh Sâm cử lão tướng Việp quận công Hoàng Ngũ Phúc (thường gọi là quận Việp) làm Bình nam thượng tướng quân, Bùi Thế Đạt làm phó tướng mang 36.000 quân nam tiến.
Quân Trịnh tiến tới địa giới Bắc Bố Chính, tướng Nguyễn là Trần Giai chạy sang đầu hàng, làm hướng đạo cho quân Trịnh. Hoàng Ngũ Phúc vượt sông Gianh. Chúa Nguyễn biết ý Trịnh muốn đánh chiếm nên điều quân kháng cự.

### Quận Việp đánh chiếm Phú Xuân
Được sứ giả họ Nguyễn là Kiêm Long gợi ý, Hoàng Ngũ Phúc sai Hoàng Đình Thể tiến đánh lũy Trấn Ninh. Các tướng Nguyễn làm nội ứng mở cửa đầu hàng. Quân Trịnh chiếm được Quảng Bình.
Tháng 11 năm 1774, Trịnh Sâm tự cầm thủy quân vào Nghệ An làm thanh viện cho quận Việp. Quận Việp đánh Lưu Đồn, thống suất bên Nguyễn là Tống Hữu Trường bỏ chạy. Quận Việp tiến đến Hồ Xá dùng chiêu bài khác, lấy cớ trừng phạt Trương Phúc Loan chuyên quyền để nam tiến tiếp.
Quân Nguyễn yếu thế không chống nổi, Định vương Nguyễn Phúc Thuần phải trói Trương Phúc Loan nộp quân Trịnh. Giết Loan rồi, Hoàng Ngũ Phúc lại dùng lý do giúp Nguyễn đánh Tây Sơn để tiến vào Phú Xuân hội binh. Chúa Nguyễn sai các tướng trá hàng để quấy rối Quảng Bình, Bố Chính sau lưng quân Trịnh, nhưng các cánh quân đó bị quân Trịnh nhanh chóng phá tan. Chúa Nguyễn điều Tôn Thất Chí, Nguyễn Văn Chính ra đánh đều bị quận Việp đánh bại. Quận Việp sai Hoàng Đình Thể, Hoàng Nghĩa Phác theo đường núi qua thác Trầm Ma đánh tan quân Nguyễn, giết chết Chính.
Đầu năm 1775 quân Trịnh tiến vào Phú Xuân. Chúa Nguyễn không chống nổi phải bỏ chạy vào Quảng Nam. Quân Trịnh chiếm toàn bộ Thuận Hóa.

### Tây Sơn tạm thời theo Trịnh
Nguyễn Nhạc nhân chúa Nguyễn bỏ chạy vào Quảng Nam bèn mang quân hai đường thủy bộ ra đánh. Nguyễn Phúc Thuần vội bỏ Quảng Nam theo đường biển trốn vào Gia Định, để lại Nguyễn Phúc Dương.
Tháng 2 năm 1775, Trịnh Sâm từ Hà Trung trở về kinh, hạ lệnh cho quận Việp đánh Quảng Nam. Quân Tây Sơn cũng tiến ra, lùng bắt được Phúc Dương. Tháng 4, quân Trịnh vượt đèo Hải Vân và đụng độ với quân Tây Sơn. Hoàng Ngũ Phúc đang đà thắng lợi, sai Hoàng Đình Thể, Hoàng Phùng Cơ đánh bại quân Tây Sơn ở Cẩm Sa. Nguyễn Nhạc phải rút quân về Quy Nhơn.
Nhân lúc Nguyễn Nhạc thua trận, tướng Nguyễn là Tống Phúc Hiệp từ Bình Khang đánh ra Phú Yên, quân Tây Sơn lại thua phải co về Quy Nhơn. Tình thế của Nguyễn Nhạc rất nguy ngập, bèn sai người đến chỗ Hoàng Ngũ Phúc xin đầu hàng và làm tiên phong cho chúa Trịnh để đánh chúa Nguyễn. Quân Trịnh đi xa bấy giờ đã mệt mỏi, quân sĩ nhớ nhà, Hoàng Ngũ Phúc cũng muốn mượn sức Tây Sơn diệt họ Nguyễn nên nhân danh chúa Trịnh cho Nguyễn Nhạc hàng, sai Nguyễn Hữu Chỉnh đem sắc, ấn, cờ đến phong Nguyễn Nhạc làm "Tây Sơn trưởng hiệu tráng tiết tướng quân".
Tuy thế, quận Việp lão luyện vẫn không lui quân, đóng sát địa giới Quảng Ngãi, định chờ nếu Tây Sơn bại trận sẽ tiến vào chiếm Quảng Ngãi và Quy Nhơn. Nhân lúc Tây Sơn mang quân vào đánh Phú Yên, quận Việp liền lấn tới đóng quân ở Chu Ổ thuộc Quảng Ngãi.

### Thịnh quá hóa suy, suy quá lại thịnh
Tháng 7 năm 1775, nghe tin Nguyễn Huệ thắng quân Nguyễn chiếm lại Phú Yên, quận Việp án binh lại. Theo yêu cầu của Nguyễn Nhạc, quận Việp phong chức cho Nguyễn Huệ làm "Tây Sơn hiệu tiền tướng quân". Ít lâu sau, quân Trịnh bị bệnh dịch chết khá nhiều, quận Việp tuổi già sức yếu bèn bỏ Quảng Nam lui về Phú Xuân, sau đó giao lại thành này cho Bùi Thế Đạt, còn mình dẫn đại quân về bắc. Tháng 10 năm đó, quận Việp bị bệnh chết trên đường về.
Lần đầu tiên sau 150 năm nam chinh, họ Trịnh tiến tới Quảng Nam, mở cương thổ cho vua Lê thời trung hưng tới gần được như thời Lê Thánh Tông của Lê sơ trước đây. Cũng lần đầu tiên, họ Nguyễn mất toàn bộ đất căn bản Thuận - Quảng, bị dồn vào Nam Bộ, mảnh đất họ Nguyễn đã đặt bộ máy hành chính của mình chưa đầy 100 năm.
Cuộc nam tiến lần thứ 8 năm 1774 – 1775 của quân Trịnh cũng là trận chiến Trịnh–Nguyễn cuối cùng. Từ đây hai bên bị địa bàn của Tây Sơn ngăn cách và không còn tái chiến. Sau 8 cuộc chiến vẫn không bên nào diệt được bên nào, nhưng không lâu sau đó cả Trịnh và Nguyễn đều bại dưới tay Tây Sơn.
Sau trận 1774, lãnh thổ họ Trịnh quản lý phát triển đến cực thịnh. Nhưng sau khi quận Việp chết, phía Trịnh từ chúa đến quân đều có ý tận hưởng chiến thắng, lơ là phòng bị biên cương phía nam. Chỉ hơn 10 năm sau thắng lợi ở Phú Xuân, chính kinh thành Thăng Long của họ Trịnh bị thất thủ và họ Trịnh mất theo. Trong khi đó, sau khi bị đánh bật khỏi mảnh đất cuối cùng là Nam Bộ phải đi lưu vong, họ Nguyễn đã trở về và khôi phục lại lãnh thổ. Cuối cùng vì những biến cố có lợi, họ Nguyễn trở thành người cai trị cả nước.

## Nhận định

### Lợi thế, nhược điểm
Trong cuộc chiến 7 lần thế kỷ 17, tuy họ Trịnh có danh nghĩa vua Lê, có lực lượng mạnh hơn, lợi thế về nhân lực đông đảo, vật chất dồi dào hơn nhưng quân phải đi đánh đường xa thường mệt mỏi và lương thảo không vận kịp, mặt khác Bắc Hà luôn có mối lo các lực lượng cát cứ ở hậu phương nên không thể dốc toàn lực, toàn tâm vào cuộc chiến.
Phía họ Nguyễn dù lực lượng ít hơn nhưng được đánh tại đất nhà, có hai tướng giỏi là Hữu Tiến và Hữu Dật, lại có các chiến lũy kiên cố. Qua nhiều năm giao chiến khi tiến khi lui, cuối cùng họ Nguyễn từ Thuận Hóa lấn được ra tới sông Gianh, chiếm được Nam Bố Chính. Hơn nữa, ngoài đất đai, họ Nguyễn còn mang về được một lượng nhân lực khá lớn để khai khẩn những vùng đất mới khai thác phía nam. Điều đó cũng có ý nghĩa rất quan trọng trong việc phát triển thế lực của họ Nguyễn lúc đó cũng như sau này.
Phía Trịnh trong giai đoạn đầu đã mắc sai lầm chủ quan, ỷ vào lợi thế của mình, đánh giá chưa đúng về thực lực của họ Nguyễn nên hay bị thua trận. Tuy nhiên, khi đánh ra Nghệ An, chính quân Nguyễn cũng bộc lộ nhược điểm của đạo quân phải đánh xa nhà nên không thể tự mình tiếp tục duy trì ưu thế bắc tiến. Ngay các danh tướng nhiều mưu mẹo như Hữu Dật, Hữu Tiến cũng lực bất tòng tâm, không thể có đủ lực lượng để dàn ra khắp mặt trận nhằm thực hiện tấn công tổng lực ra bắc mà có ý hoãn binh, trông chờ vào các lực lượng quấy rối ở hậu phương địch để chia sức quân Trịnh. Mặt khác, vì lực lượng có hạn, quân viễn chinh của Nguyễn không còn đủ sức đương đầu với phía Trịnh đông quân nhiều tướng, hết lớp này đến lớp khác (Lê Văn Hiểu đến Trịnh Thượng, rồi Trịnh Toàn, lại Trịnh Căn) được điều ra mặt trận. Khi họ Trịnh củng cố nhân sự, siết chặt lại đội ngũ thì ưu thế nhân lực vật lực được phát huy rõ hiệu quả.
Một nhân tố khác giúp hai bên đứng vững là các tướng ngoài mặt trận của hai bên, mặc dầu tài năng ở mức độ khác nhau nhưng nhìn chung đều là những người cần cù, trung thành. Trịnh Toàn bị dụ hàng ở thời điểm ngoài gặp địch mạnh, trong bị anh bức bách không khác gì Trịnh Cối trước đây, thủ hạ sợ vạ lây đều đã hàng Nguyễn, thế nhưng Toàn vẫn không hàng như Cối mà chấp nhận cái chết. Lê Văn Hiểu thua trận, thân bị thương, bị chúa gọi về trị tội cũng không nghe theo lời dụ của Hữu Dật. Nguyễn Hữu Dật cũng bị dụ khi vừa thua trận và bị các tướng ganh ghét, nhưng cũng không đổi dạ thay lòng. Những trường hợp sang đầu hàng bên kia không nhiều và không nắm trọng trách nên không gây ảnh hưởng quyết định tới kết quả cuộc chiến.

### So sánh với chiến tranh Lê–Mạc
Lê–Mạc và Trịnh–Nguyễn đều là những cuộc nội chiến trường kỳ trong lịch sử Việt Nam, gây ra hậu quả chia đôi nước Đại Việt trong 250 năm. Tuy nhiên, so với Chiến tranh Lê–Mạc thời Nam Bắc triều, mức độ của Chiến tranh Trịnh–Nguyễn có phần bớt nghiêm trọng hơn vì những lý do sau:

#### Về tính đối kháng
Lê–Mạc là kẻ thù không đội trời chung. Nhà Mạc cướp ngôi Lê, Lê khôi phục rồi chống Mạc, họ Lê mang mối thù giết vua cướp ngôi với họ Mạc nên quyết không thể có chuyện nghị hòa. Lê và Mạc phải đánh nhau một mất một còn để chứng minh mình là "chính thống", nhất là nhà Minh dùng chiêu bài lập lờ, không dứt khoát công nhận ai. Chiến tranh Lê–Mạc vì vậy chỉ có thể kết thúc khi một bên bị tiêu diệt.
Giữa họ Trịnh và Nguyễn, xuất phát vốn là hai họ thông gia, ông tổ của 2 họ là người trong một nhà. Trịnh Kiểm lấy chị Nguyễn Hoàng là Ngọc Bảo, đến Trịnh Tráng lại lấy con gái Nguyễn Hoàng cũng là cô họ của mình là Ngọc Tú. Trước khi dùng "binh", Trịnh và Nguyễn đã dùng "lễ" trong thời gian khá dài vì cả hai trên danh nghĩa đều là quan của nhà Lê, đều lấy danh nghĩa "phò tá vua Lê" để cai trị nhân dân. Khi 2 bên thấy khó thắng được nhau thì cũng có thể quay sang bàn việc nghị hoà, không cần phải cố đánh liều chết với nhau. Và thực tế thì sau 7 lần xuất binh, cả hai bên đều chán nản nên đã nghị hòa với nhau và duy trì giới tuyến suốt cả một thế kỷ.

#### Thời gian, mật độ
Chỉ trừ lần đụng độ thứ năm kéo dài 5 năm (1655–1660), các cuộc đụng độ khác giữa Trịnh và Nguyễn đều kéo dài chỉ vài tháng, thậm chí trong chưa đầy một tháng; khoảng cách giữa các cuộc chiến cũng khá dài, thường là 5–7 năm, có khi dài tới hàng chục năm. Giữa các cuộc chiến có thời gian đình chiến giúp cả hai bên củng cố thực lực. Trong khi đó, cuộc Chiến tranh Lê–Mạc trong 60 năm diễn ra với mật độ liên tục, gần như chỉ một vài năm lại có một cuộc hành quân bắc tiến hoặc nam tiến của bên này hoặc bên kia.
Lực lượng của Lê và Mạc nhìn chung ngang nhau nên cả hai bên "ăn miếng trả miếng", lúc thủ lúc đánh. Còn khi đụng đầu với Trịnh, Nguyễn chủ yếu ở thế phòng thủ, dùng chiến lũy kiên cố, địa hình hiểm trở để cản đường nam tiến của Trịnh. Lúc đó Nguyễn chưa lấy được đất Chiêm Thành và Thủy Chân Lạp nên lực lượng còn hạn chế, vì vậy sau cuộc chiến Nghệ An 1655–1660, Nguyễn không thể tái diễn một cuộc chiến dài hơi như vậy với Trịnh.

#### Địa bàn
Chiến tranh Trịnh–Nguyễn chỉ diễn ra ở phạm vi Trung Bộ, thuộc các tỉnh Nghệ An, Hà Tĩnh, Quảng Bình. Chiến tranh Lê–Mạc trải khắp gần như toàn lãnh thổ Đại Việt khi đó, từ Bắc Bộ tới Thanh–Nghệ và có lần tới Thuận Hóa. Vì thế ảnh hưởng và thiệt hại của quân, dân hai bên trong chiến tranh Lê–Mạc lớn hơn so với chiến tranh Trịnh–Nguyễn.

### Chính sách cai trị
Nhân tố quan trọng hơn cả giúp các chúa Trịnh và chúa Nguyễn ngồi vững và giữ được cơ nghiệp là chính sách cai trị phù hợp. Ngoài danh nghĩa "phù Lê", các chúa đều lấy được lòng dân tại khu vực mình cai quản để huy động nhân lực, vật lực vào cuộc chiến. Hơn nữa, các thế hệ đầu của chúa Trịnh, chúa Nguyễn đều là những người có tài, có thể giải quyết nhanh chóng, dứt điểm những rạn nứt từ bên trong chính quyền mình, chủ yếu là những người trong cùng một nhà có ý đồ khác, không để những xung đột nội bộ lan rộng làm ảnh hưởng tới toàn cục.
Sử sách không chép rõ thiệt hại về người qua từng cuộc chiến là bao nhiêu nhưng chắc chắn con số thương vong của hai bên phải tới hàng vạn người. Ngoài ra, nhân dân trong vùng chiến sự bị thiệt hại nhiều hơn cả.
Hơn 100 năm sau, các lũy Trấn Ninh, Trường Dục vẫn vững chắc như xưa, nhân lực vật lực của Đàng Trong đã tăng thêm nhiều, bấy giờ không còn kém Đàng Ngoài nữa, lẽ ra cơ đồ của Chúa Nguyễn phải càng thêm vững. Nhưng cuối thời chúa Nguyễn, quyền thần làm loạn, sưu cao thuế nặng, chúa Nguyễn thì ham mê tửu sắc khiến lòng người Đàng Trong chia lìa bởi sự cai trị rối ren. Kết quả là lũy cao, đất hiểm không còn giúp được họ Nguyễn cản đường quân Trịnh nam tiến như 7 lần trước. Quân Trịnh đánh tới như cuốn chiếu, tướng của Chúa Nguyễn thi nhau hàng Trịnh, giúp quận Việp lập công.
Sau thành quả chiếm Phú Xuân, đến lượt Chúa Trịnh say sưa chiến thắng, tưởng như cơ nghiệp của mình đã vượt được cha ông. Đất đai rộng hơn, quân số và dân số đông thêm, của cải giàu lên, các mối lo cát cứ ở hậu phương không còn, lẽ ra cơ đồ của họ Trịnh phải hùng mạnh hơn trước. Thế nhưng, chính sự Chúa Trịnh cũng lại lâm vào cảnh rối ren, tướng lười quân kiêu, nhân dân chán ghét nhà Chúa; còn lấy việc mất Thuận Hóa (về tay Tây Sơn) làm may, bởi thế cơ đồ họ Trịnh lại bị mất mau chóng hơn cả nhà Mạc trước kia, dù họ Mạc vốn chỉ có vùng Bắc Bộ.
Như vậy, có thể thấy tài đức của người lãnh đạo có thu phục, đoàn kết được nhân dân hay không mới mang yếu tố quyết định sự mất còn của đất nước, còn quân đông đất rộng cũng chỉ là nhân tố thứ yếu.

## Quân lực đôi bên

### Quân số

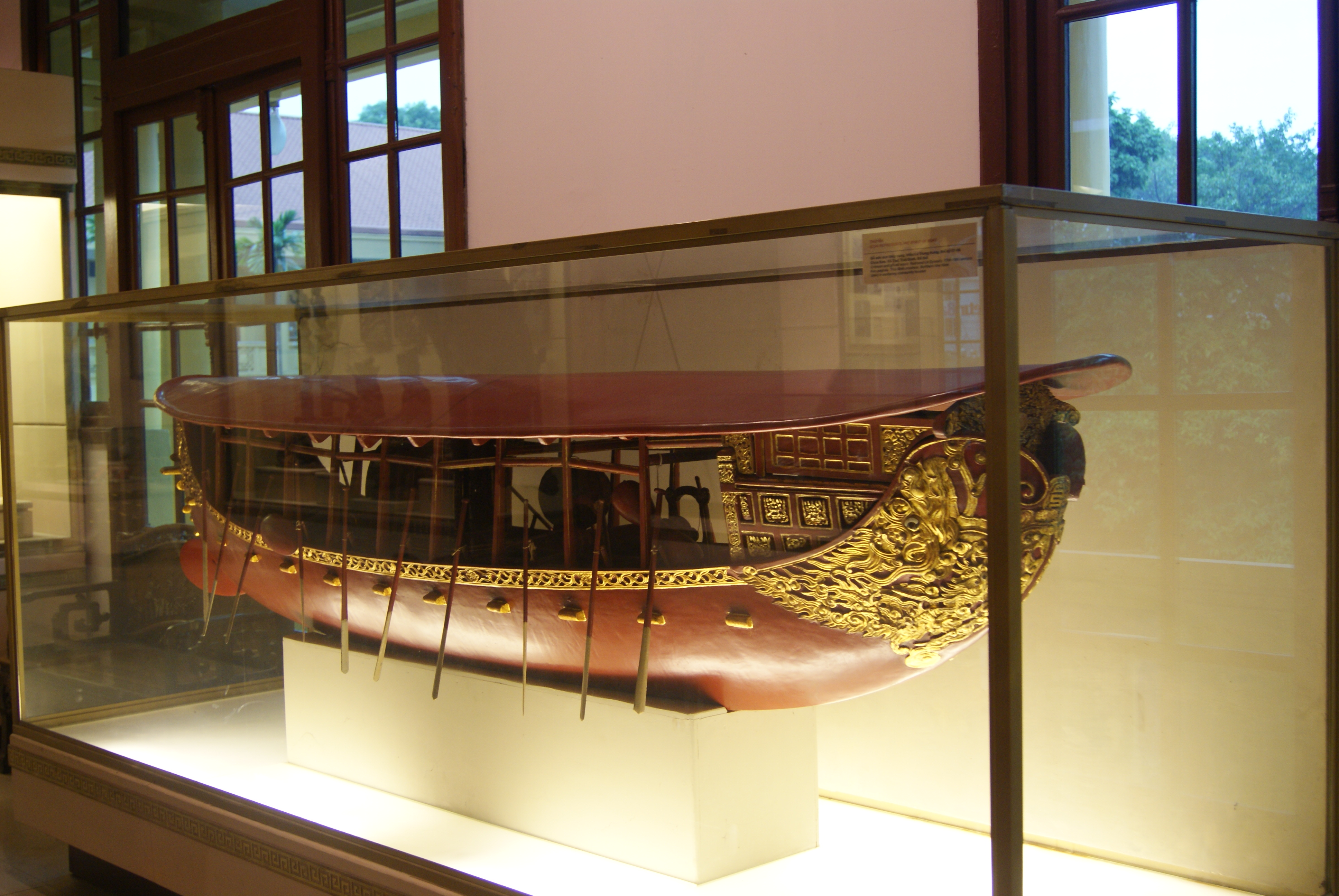
Mô hình thuyền chiến Mông đồng thời Trịnh thế kỷ XVII, có 26 tay chèo, 30 chiến thủ và trang bị 2 đại bác khác cỡ.

Dân số hai bên chênh lệch nhiều khiến ảnh hưởng lớn tới việc tăng cường quân số. Tính về diện tích lãnh thổ Đàng Ngoài rộng gấp 2 đến 3 lần lãnh thổ Đàng Trong. Về dân số thì đầu thế kỷ XVII, từ năm 1600 đến 1650, dân số dưới sự cai trị của chúa Trịnh khoảng dưới 5 triệu người, trong khi dân số của chúa Nguyễn khoảng 500.000-1.000.000 người. Quân số của hai bên không được thống kê đầy đủ, thường xuyên bị phóng đại để nghi binh, những thống kê chủ yếu chỉ là con số ước đoán của những người đương thời bấy giờ:
Sử gia Phan Khoang trong Việt sử xứ Đàng Trong có thống kê quân số như sau:
- Không nói rõ năm: Chúa Nguyễn có chừng 22.740 quân chính quy. Chúa Trịnh có chừng 50.000 quân đóng ở Thăng Long (khi đánh nhau sẽ huy động thêm dân binh, hương binh ở địa phương). Số quân này thường xuyên bị hai phe "nói phao" đôi lúc quân số bị phao từ 10 vạn lên 18 vạn (Trịnh); Nguyễn phóng đại lên 26 vạn. Quân số mỗi phe có thể có tối đa là 20 vạn chính quy và địa phương, và quân chúa Nguyễn lúc nào cũng ít hơn số quân Trịnh.[9]
- Thủy binh: quân Trịnh có ưu thế lớn với chừng 600 chiến thuyền to hơn tàu châu Âu và trên mỗi thuyền có 3 đại bác, 25 người chèo và binh sĩ. Trong khi chúa Nguyễn có 200 chiến thuyền.[10]
- Một giáo sĩ khác tên Bénigne Vachet: chúa Nguyễn có 40.000 lính: 15.000 thủ Bắc, 9.000 giữ phủ chúa, 6.000 bảo vệ hoàng thân và đại thần và 10.000 binh trấn giữ các khu vực tỉnh lỵ khác. Chiến thuyền 200. Quân bộ chúa Trịnh không có nói, nhưng quân thủy thì khẳng định gấp 3, 4 lần quân chúa Nguyễn. Một tu sĩ tên Choisy kể năm 1697, chúa Nguyễn có 131 chiếc thuyền (chưa tính chiến thuyền địa phương), có chừng 60 tay chèo, 2 pháo thủ, 3 sĩ quan chỉ huy, 2 trống trận.[11]

Các lần chiến tranh
- 1627 không ghi quân số.
- 1633 không ghi quân số.
- 1643 như trên, nhưng có tàu châu Âu đến đòi giúp chúa Trịnh.
- 1648 không ghi, quân Nguyễn huy động 100 voi, quân Trịnh bị bắt là 3 vạn và hai tướng. Nguyễn Hữu Tiến di chuyển 3000 quân đóng ở Võ Xá để thủ. Các tướng Trịnh được tha, còn các binh sĩ Trịnh thì chia nhỏ ra cho đi khai hoang hết.
- 1655 và 1660 chúa Trịnh bố phòng 1 vạn rưỡi binh thủ nam Chúa Nguyễn không ghi rõ số quân.
- 1661 và 1662 không ghi.
- 1672 Chúa Trịnh có 10 vạn phóng đại lên 18 vạn, chúa Nguyễn thì không rõ thực bao nhiêu nhưng phóng đại lên 26 vạn.

Giáo sĩ Cristophoto Borri trong Xứ đàng trong năm 1621:
- "Thế lực của chúa[b] rất mạnh đến nỗi khi ngài muốn ngài có thể tuyển ngay được tám mươi ngàn quân binh chiến đấu. Với tất cả lực lượng này ngài vẫn sợ chúa Đàng Ngoài vốn có lực lượng lớn hơn gấp 4 lần"[13]

Nguyễn Quang Ngọc trong sách Tiến trình lịch sử Việt Nam:
- Chúa Trịnh có thể huy động ngay lập tức 200.000 quân, 600 thuyền chiến, 500 thuyền vận tải và 500 voi chiến.
- Chúa Nguyễn chỉ có thể huy động tối đa 40.000 quân và 200 chiến thuyền nhưng bù lại có một hệ thống chiến lũy hết sức dày đặc và đường tiếp vận lương thực của chúa Trịnh vào rất khó khăn.

William Dampier, một nhà du hành từng đến Đàng Ngoài năm 1688 có ghi nhận là quân đội chúa Trịnh có chừng 70.000-80.000 quân thường trực, trong số đó hầu hết là bộ binh trang bị súng tay, ở kinh thành chúa có thường trực voi chiến 200 thớt, ngựa chiến 300 con, nuôi béo khỏe. Charles Maybon và Henri Russier ước tính quân đội Đàng Ngoài khoảng 100.000 người, 500 voi, 500 chiến thuyền lớn trang bị 3 súng thần công mỗi chiếc.
Trong Đại Việt sử ký toàn thư, Bản kỷ tục biên ghi nhận thời Nam Bắc triều, quân Trịnh theo phò nhà Lê có lực lượng kỵ binh khá mạnh. Trịnh Tùng từng sử dụng 400 quân thiết kỵ làm trợ chiến để đẩy lùi cuộc xâm lấn của quân Bắc triều. Năm 1592, ông huy động tới 5000 kỵ binh nặng, trang bị giáp sắt cho cả ngựa để vây hãm Đông Kinh của nhà Mạc.
Một ghi chép của người phương Tây về lực lượng quân sự Đàng Ngoài dưới thời Thanh Đô vương Trịnh Tráng cho rằng vào năm 1640 ông này có trong tay hơn ba mươi vạn bộ binh, 2.000 thớt voi trận và 102 ngàn kỵ binh(!). Con số này là khá lớn, lại không ghi rõ cách tính ra sao (có tính cả quân địa phương và dân phu hay không) nên còn cần làm rõ.

### Quân đội chúa Trịnh
Binh chia ra làm hai hạng: Ưu binh và Nhất binh. Ưu binh là lính mộ ở ba phủ thuộc tỉnh Thanh Hóa và bốn phủ thuộc tỉnh Nghệ An. Nhất binh là lính tuyển ở bốn trấn ngoài Bắc: Sơn Nam, Kinh Bắc (Bắc Ninh), Hải Dương, Sơn Tây cứ 5 xuất đinh bắt một người sung quân ngũ. Lính Ưu binh đóng ở Kinh đô, được nhiều đặc ân, đặc quyền như được cấp công điền và cả chức sắc.
Lính Nhất binh phục vụ tại các trấn, phục dịch các quan, có việc loạn ly và chiến tranh mới được gọi đến, không thì về làm ruộng.
Đến đời chúa Trịnh Doanh (1720–1767) có nhiều giặc giã ở nhiều nơi nên phải gọi lính tứ trấn, động viên cả thảy được 115.000 người hợp thành các đơn vị lớn nhỏ như sau:
1. Đội gồm có: 20 người.
2. Cơ gồm 20 đội có: 400 người.
3. Vệ gồm từ 5 đến 6 cơ: 2000 hay 2400 người (Bên Vệ có Tư là đơn vị có 100 người).

### Quân đội chúa Nguyễn
Binh có hai loại đầu, cũng như ngoài Bắc được gọi đi quân dịch; những trai tráng khỏe mạnh sung thẳng vào quân ngũ và một số được gọi dần có tính cách trừ bị. Việc binh bị đối với các chúa miền Nam là một việc quan trọng nhất, gồm những đơn vị dưới đây:
- Ở hạ tầng là Thuyền hay Tiểu đội, có từ 30 đến 50 người cùng làng hay thuộc làng lân cận. Đội có từ hai ba đến năm Thuyền do một Đội trưởng hay một Cai đội trông. Cơ gồm có nhiều đội thường có tới từ 6 đến 10 Thuyền, có cơ đặc biệt gồm có tới 60 thuyền. Quân số có từ 250 đến 600 người, do một cai cơ hay trưởng cơ chỉ huy.
- Thời đó có 5 cơ: Trung cơ, Tả cơ, Hữu cơ, Hậu cơ và Tiền cơ.
- Dinh gồm có một số quân ngang với cơ do một Trưởng dinh điều kiển. Dưới quyền Trưởng dinh có các Trưởng cơ (theo sự khảo cứu của các sử gia Pháp quân số của các đơn vị trong binh đội Nam Hà hay thay đổi về quân số, nghĩa là quân số khi thăng khi giảm không nhất định).

## Các tướng tham chiến chủ yếu của hai bên

### Quân Trịnh
- Trịnh Tạc
- Trịnh Toàn
- Trịnh Căn
- Đào Quang Nhiêu
- Lê Thì Hiến
- Lê Sĩ Triệt
- Nguyễn Khắc Liệt
- Lê Văn Hiểu
- Hoàng Ngũ Phúc
- Bùi Thế Đạt
- Hoàng Phùng Cơ
- Hoàng Đình Thể

### Quân Nguyễn
- Nguyễn Phúc Tần
- Đào Duy Từ
- Nguyễn Hữu Dật
- Nguyễn Hữu Tiến
- Trương Phúc Phấn
- Tống Hữu Đại
- Nguyễn Cửu Kiều
- Tôn Thất Tráng

## Kết luận
Trong vòng 45 năm (từ năm 1627 đến năm 1672), hai họ Trịnh–Nguyễn đánh nhau 7 lần với những trận chiến ác liệt, có khi kéo dài năm này qua năm khác. Cuộc chiến tranh đã làm hao tổn sức người sức của, triệt phá đồng ruộng, xóm làng. Cuộc chiến tranh cũng dẫn đến việc chia đôi lãnh thổ của nước Đại Việt thống nhất thành giang sơn riêng của hai dòng họ.

## Chú giải
1. ↑  Vợ chúa Nguyễn Phúc Nguyên vốn là con gái Khiêm vương Mạc Kính Điển, khi nhà Mạc thất thế, cùng chú là Mạc Cảnh Huống đi theo họ Nguyễn. Do đó giữa hai họ Mạc và Nguyễn có thân tình
2. ↑  Chúa Nguyễn